# 1716 Peter
Az 1716 Peter (ideiglenes jelöléssel 1934 GF) a Naprendszer kisbolygóövében található aszteroida. Karl Wilhelm Reinmuth fedezte fel 1934. április 4-én, Heidelbergben.